# Chinatown (London)

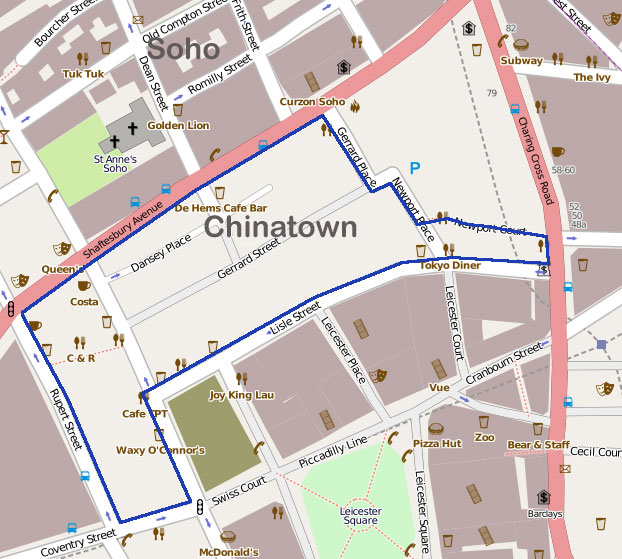
Karte des Chinatown-Gebiets

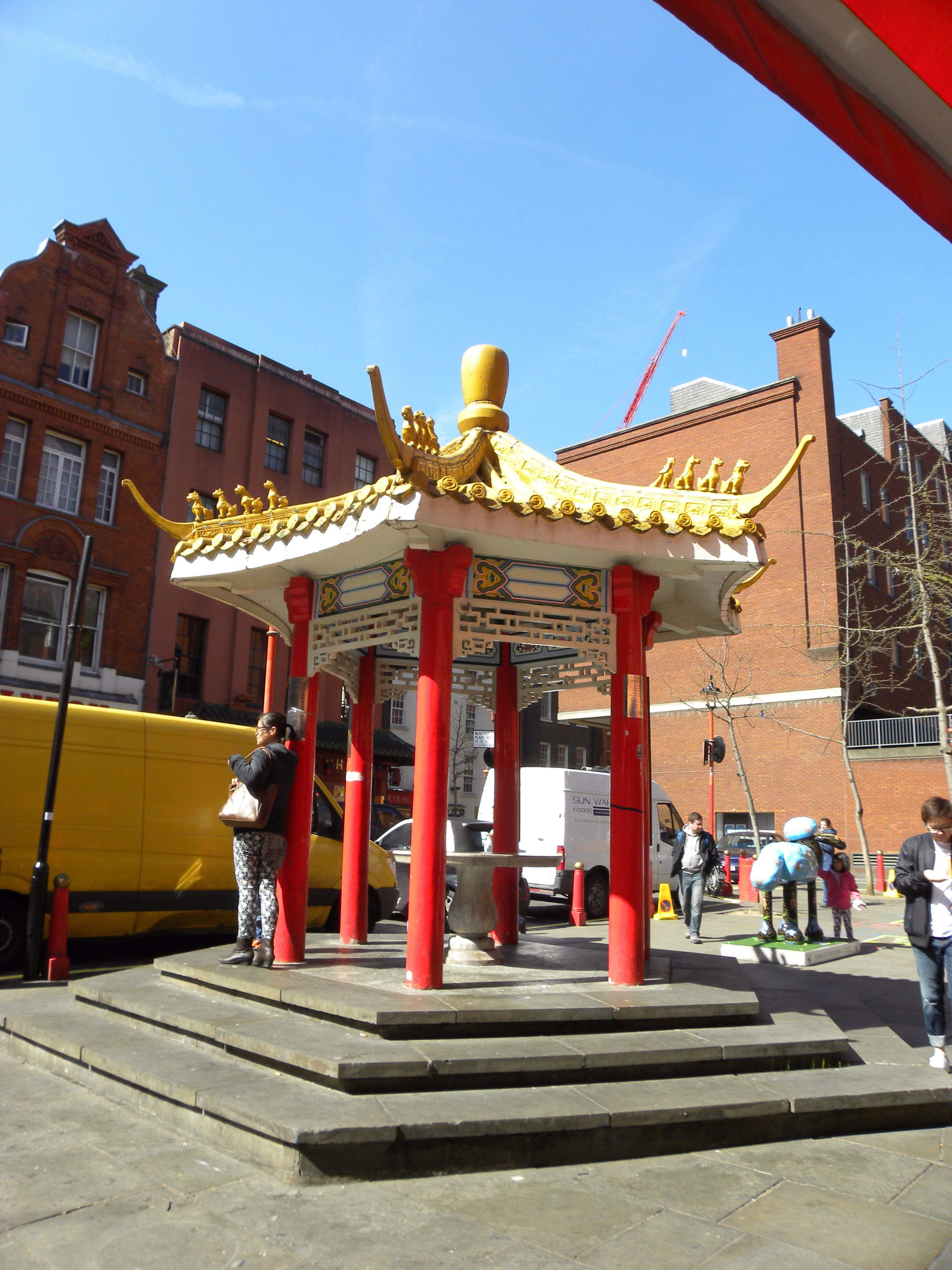
Chinesischer Pavillon am Newport Place (2016 abgerissen)

Chinatown ist ein chinesisch geprägtes Gebiet im Londoner Stadtbezirk Westminster, das im Norden und Westen an Soho und im Süden und Osten an Theatreland grenzt. Chinatown umfasst derzeit das Gebiet in und um die Gerrard Street. Hier gibt es zahlreiche chinesische Restaurants, Bäckereien, Supermärkte, Souvenirläden und andere von Chinesen geführte Geschäfte.

## Geschichte
Das erste als Chinatown bekannte Viertel Londons befand sich im Viertel Limehouse im Londoner East End. Zu Beginn des 20. Jahrhunderts konzentrierte sich die chinesische Bevölkerung Londons in diesem Gebiet und gründete Geschäfte, die die chinesischen Seeleute versorgten, die häufig in den Docklands verkehrten. Das Viertel war eher durch übertriebene Berichte und Erzählungen über Slums und (die damals legalen) Opiumhöhlen bekannt als durch die chinesischen Restaurants und Supermärkte des heutigen Chinatown. Allerdings wurde ein großer Teil des Gebiets während der deutschen Luftangriffe im Zweiten Weltkrieg, genannt The Blitz, beschädigt, auch wenn noch immer viele ältere Chinesen in diesem Viertel leben. Nach dem Zweiten Weltkrieg führten die wachsende Beliebtheit der chinesischen Küche und der Zustrom von Einwanderern aus Hongkong dazu, dass in der Stadt immer mehr chinesische Restaurants eröffnet wurden.
Das heutige Chinatown, nicht weit von der Shaftesbury Avenue, entstand erst in den 1970er Jahren. Zuvor war es ein typisches, heruntergekommenes Soho-Viertel mit der Gerrard Street als Hauptverkehrsstraße. Es wurde vom Postamt gegenüber der Macclesfield Street dominiert. Weitere wichtige Geschäfte waren das Tailor & Cutter House (43/44), heute ein chinesischer Supermarkt und Restaurant, das Boulogne Restaurant am Ende der Wardour Street und Peter Mario's Restaurant am anderen Ende. Weitere Geschäfte waren eine Meisterbäckerei, das Sari Centre, das Lesgrain French Coffee House, Harrison Marks' Glamour Studio, ein indisches Restaurant und mehrere Bordelle. Die ersten chinesischen Restaurants eröffneten wahrscheinlich in der Lisle Street, parallel zur Gerrard Street, und nach und nach kamen weitere hinzu; eines der ersten war das Kowloon Restaurant. Das Tailor & Cutter schloss erst um 1974. Um 2010 gab es im Gebiet mehr als 80 China-Restaurants, um deren Existenz in der COVID-19-Pandemie gefürchtet wurde. Aufgrund des Sündenbock-Mechanismus steigerten sich rassistische Anfeindungen, aber bereits Ende 2021 wurde eine Erholung konstatiert.
Im Jahr 2005 schlug der Immobilienentwickler Rosewheel einen Plan zur Neugestaltung des östlichen Teils von Chinatown vor. Der Plan stieß bei vielen der in Chinatown ansässigen Einzelhändler auf Widerstand, da sie befürchteten, die Neugestaltung würde die traditionellen chinesischen Einzelhandelsgeschäfte aus dem Gebiet verdrängen und den ethnischen Charakter Chinatowns verändern. Im Oktober 2013 und Juli 2018 organisierte das London Chinatown Community Centre (LCCC) aus Protest gegen die als gewalttätig erfahrenen Maßnahmen der Einwanderungsbeamten des Innenministeriums eine eintägige Schließung.
Das London Chinatown Community Centre (LCCC) ist seit seiner Gründung 1980 durch Abraham Lue in Chinatown ansässig. Das Zentrum gibt an, dass es seit seiner Gründung von 40.000 Menschen um Hilfe und Unterstützung gebeten wurde. Seit 1998 im zweiten Stock des Gebäudes Gerrard Street 28–29 untergebracht, zog das Zentrum 2012 in die Leicester Court 2 über dem Hippodrome Casino um.
Am 25. Juli 2016 wurde ein neues Chinatown-Tor in der Wardour Street von Prinz Andrew eröffnet. Es wurde von chinesischen Handwerkern gefertigt und in London montiert. Es ist im Stil der Qing-Dynastie gestaltet.
Am Newport Place gab es aus den 1980er Jahren einen Pavillon im chinesischen Stil, der ein beliebter Treffpunkt war. Dieser wurde jedoch 2016 nach über dreißig Jahren trotz Protesten abgerissen. Die Baubehörde plante die Renovierung und Vergrößerung des Platzes. Der Bau eines neuen Pavillons an einem anderen Standort wurde angekündigt. 2024 hat der Westminster City Council eine Viertelmillion Pfund für den Bau eines neuen Pavillon bewilligt, der in China gefertigt werden soll. Weitere 160.000 Pfund kommen von Shaftesbury Capital.

## Geographie
Chinatown hat keine offiziell definierte Größe, aber allgemein wird davon ausgegangen, dass es ungefähr die Gerrard Street, die untere Hälfte der Wardour Street, Rupert Street und Rupert Court, einen Abschnitt der Shaftesbury Avenue und Lisle Street, Macclesfield Street und Newport Place, Newport Court und Little Newport Street umfasst.
- Charing Cross Road – erbaut 1887 und benannt nach der Straße, die zum Kreuz von Charing führte, nach dem altenglischen Wort „cierring“, das sich auf eine Biegung der Themse bezieht[20][21][22][23].
- Coventry Street – nach Henry Coventry, Staatssekretär von König Karl II vonEngland, der hier in der Nähe in Shaver's Hall lebte[24][25].
- Cranbourn Street – erbaut in den 1670er Jahren und benannt nach dem örtlichen Grundbesitzer, dem Earl of Salisbury, Viscount *Cranbourn (oder Cranbourne), nach dem Städtchen in Dorset[26][27].
- Dansey Place – unbekannt; früher George Yard genannt, nach einem benachbarten Pub namens George and Dragon[28][29].
- Gerrard Place und Gerrard Street – benannt nach Charles Gerard, 1. Earl of Macclesfield, dem dieses Land gehörte, als die Straße in den 1680er Jahren gebaut wurde; die Form „Gerrard“ entwickelte sich im 19. Jahrhundert[30][31].
- Great Windmill Street – benannt nach einer Windmühle (windmill), die im 16. und 17. Jahrhundert hier in der Nähe im Ham Yard stand; die Vorsilbe „great“ (groß) diente der Unterscheidung von der Little Windmill Street (Kleine Windmühlenstraße), der heutigen Lexington Street[32][33].
- Horse and Dolphin Yard – nach dem Gasthof Horse and Dolphin, der hier im 17. – 19. Jahrhundert stand[34][35].
- Leicester Court, Leicester Place, Leicester Square und Leicester Street – im 17. und 18. Jahrhundert befand sich auf der Nordseite des Platzes Leicester House, erbaut von Robert Sidney, 2. Earl of Leicester und später Residenz von Friedrich Ludwig von Hannover; Leicester Court hieß früher Ryder Court, nach einem örtlichen Pächter, Richard Ryder, wurde aber 1936 umbenannt[36][37].
- Lisle Street – nach Philip, Viscount Lisle, der 1677 die Grafschaft Leicester erbte[38][39].
- Macclesfield Street – nach Charles Gerard, 1. Earl of Macclesfield, örtlicher Grundbesitzer im 17. Jahrhundert[40][41].
- Newport Court, Newport Place und Little Newport Street – benannt nach Mountjoy Blount, Earl of Newport (Isle of Wight), der im 17. Jahrhundert ein Haus in dieser Straße (damals nur Newport Street) besaß. Nach dem Bau der Charing Cross Road wurde die Newport Street in zwei Teile geteilt und die beiden Abschnitte erhielten ihre heutigen Namen[42].
- Rupert Court und Rupert Street – benannt nach Prinz Ruprecht von der Pfalz, Duke of Cumberland, einem bekannten General des 17. Jahrhunderts und Sohn von Elisabeth Stuart, der Tochter von König Jakob I.; er war Erster Lord der Admiralität, als diese Straße im Jahr 1676 gebaut wurde[43][44].
- Shaftesbury Avenue – nach Anthony Ashley-Cooper, 7. Earl of Shaftesbury, viktorianischer Politiker und Philanthrop[45].
- Wardour Street – benannt nach der Familie Wardour, den Landbesitzern des 17. Jahrhunderts, und früher Colman Hedge Lane/Close nach einem nahegelegenen Feld; der Abschnitt südlich der Brewer Street war vor 1878 die Prince Street und verlief parallel zur Rupert Street[46].

Laut Paul Barker vom Institute of Community Studies lebten im Jahr 1998 relativ wenige Menschen chinesischer Abstammung in Chinatown, und es diente stattdessen als ethnischer Treffpunkt.

## U-Bahn-Stationen
Die nächstgelegenen U-Bahn-Stationen sind Leicester Square und Piccadilly Circus.

## In der Popkultur
Der Liedtext zu Warren Zevons Hit „Werewolves of London“ aus dem Jahr 1978: „He was looking for the place called Lee Ho Fook’s / Gonna get a big dish of beef chow mein“ bezieht sich auf das chinesische Restaurant Lee Ho Fook in der Gerrard Street 15.
Die Filme Ping Pong (1986) und Soursweet (1988) spielen in Chinatown; sie gelten als die ersten britisch-chinesischen Filme und nutzen in großem Umfang Chinatown-Schauplätze.

## Bildergalerie

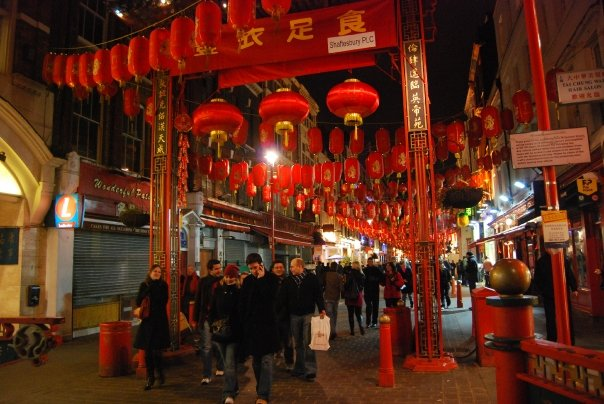
Chinatown, Neujahr 2009
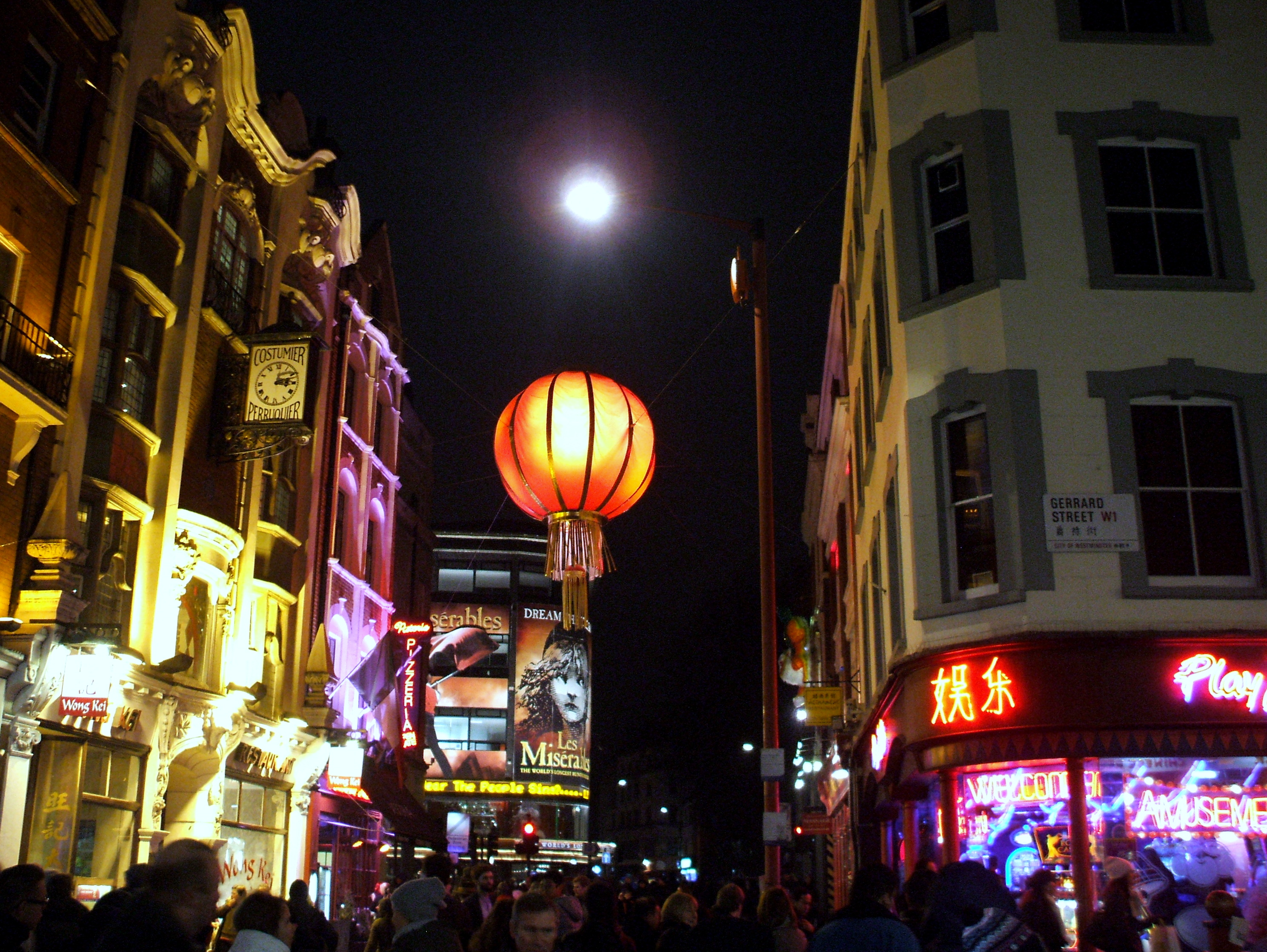
Die Ecke der Gerrard Street, 2013
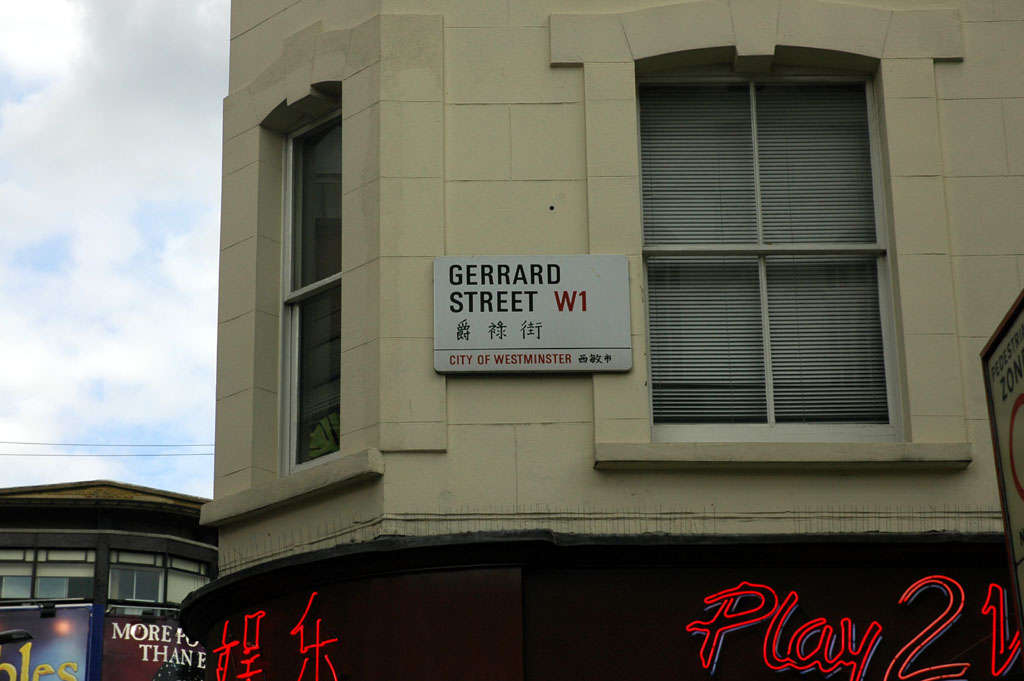
Zweisprachiges Straßenschild
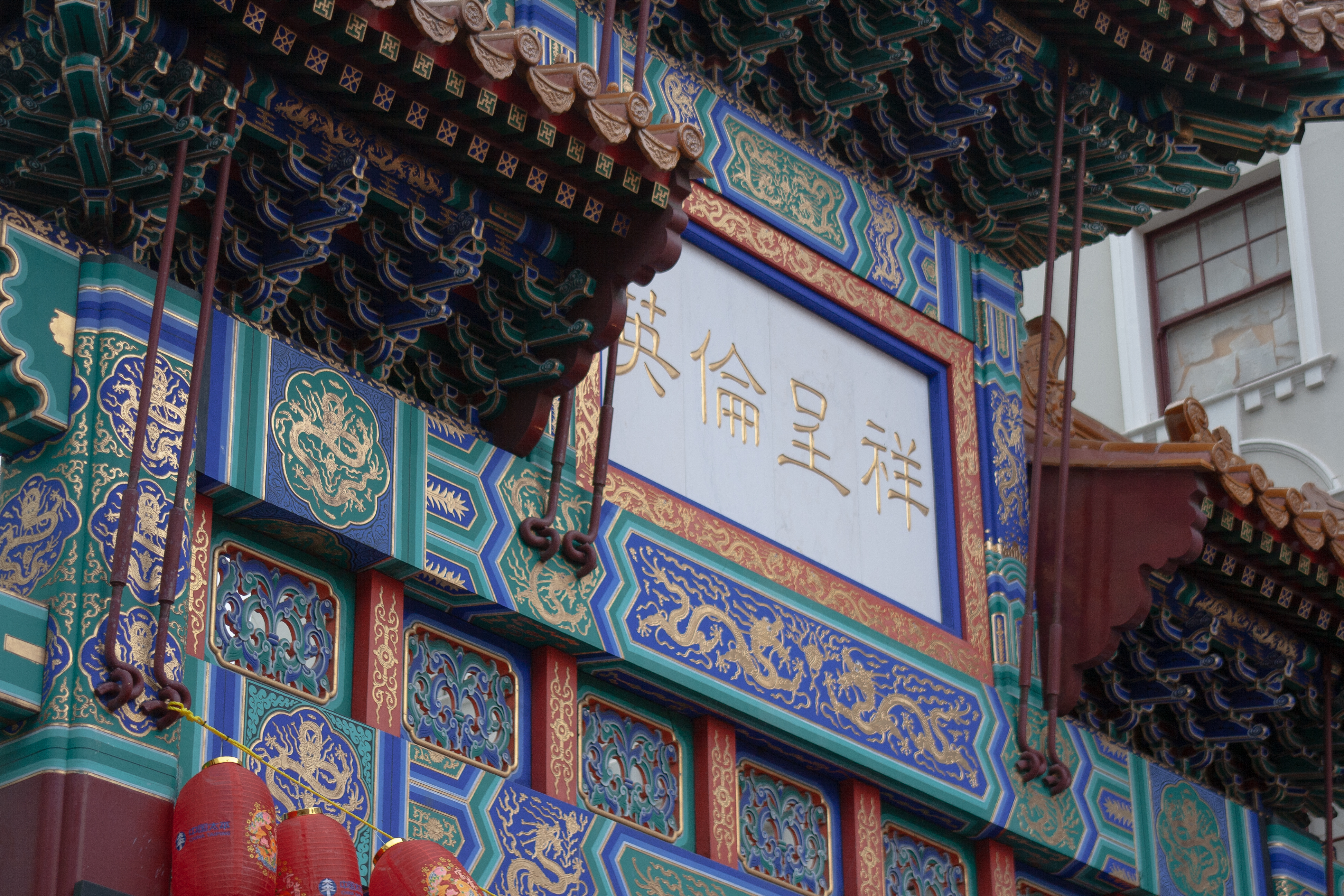
Detail des Tors in der Wardour Street
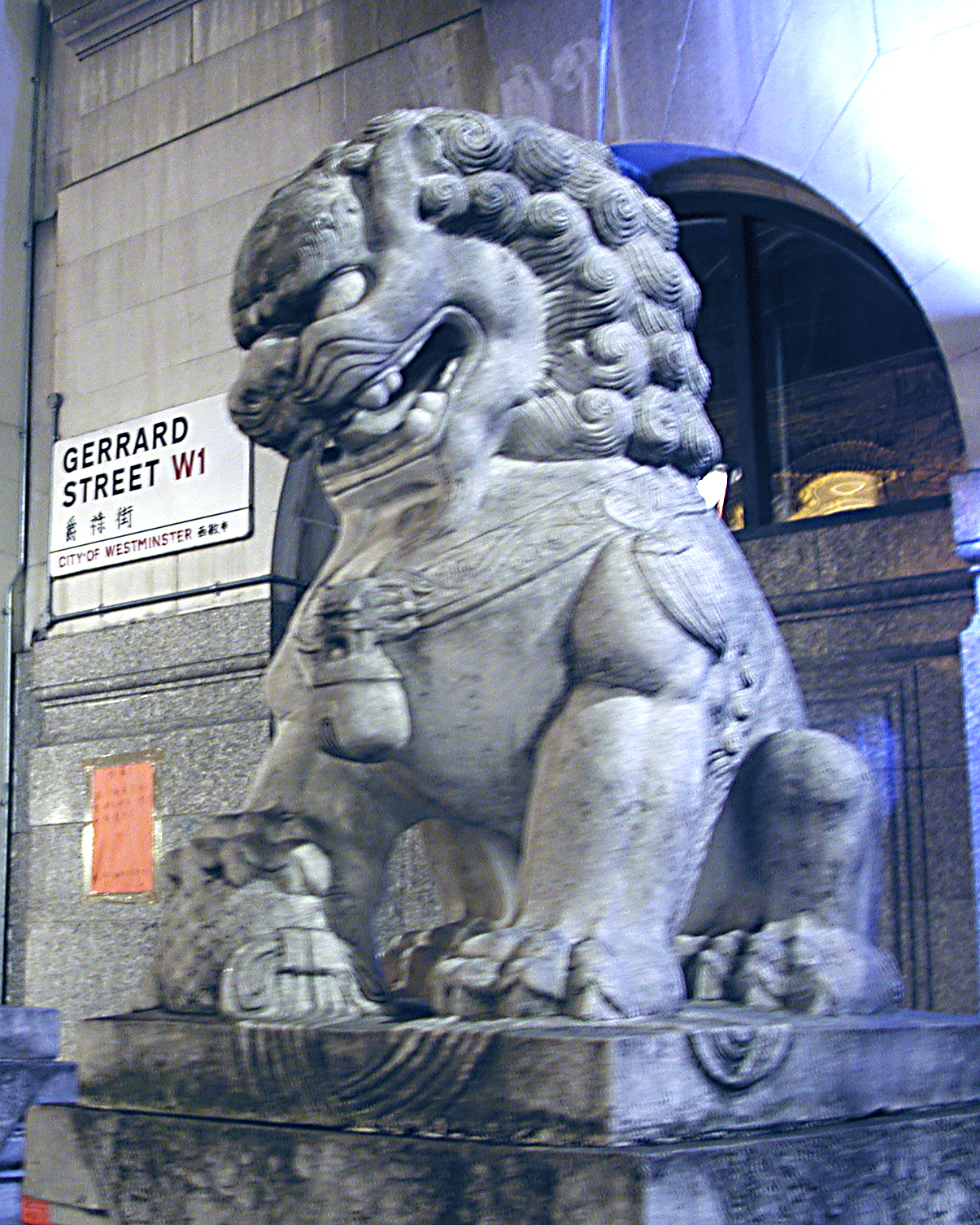
Ein Wächterlöwe in der Gerrard Street. Man beachte das zweisprachige englisch-chinesische Straßenschild im Hintergrund.
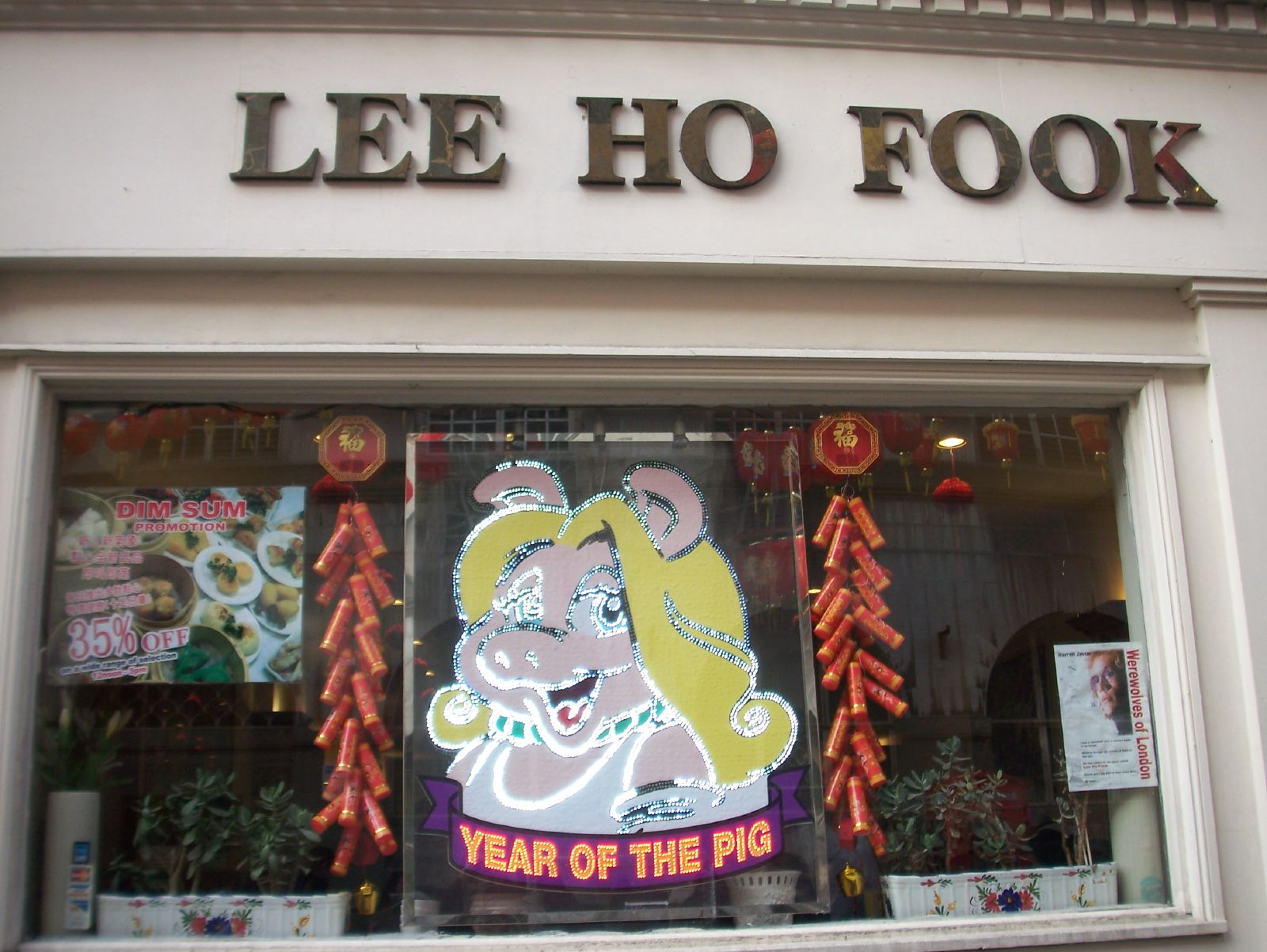
Das Restaurant Lee Ho Fook wiird in dem Hit „Werewolves of London“ erwähnt.